# Heinz Koppel
Heinz Koppel (* 29. Januar 1919 in Berlin; † 1. Dezember 1980 in Llety Caws, Wales) war ein britischer Maler deutscher Herkunft.

## Leben
Koppel hatte jüdische Eltern und verbrachte in Berlin seine Kindheit. Nach der Machtübernahme der Nationalsozialisten emigrierte die Familie im Jahr 1933 nach Prag. Dort begann der Sohn eine künstlerische Ausbildung. Zusammen mit dem Vater Joachim ging Koppel 1938 nach Großbritannien. Von Anfällen schwerer Arthritis geplagt, konnte sich die Mutter Paula den beiden nicht anschließen. Sie blieb in der Tschechoslowakei. Während des Holocaust wurde sie nach Theresienstadt deportiert und schließlich im Vernichtungslager Treblinka ermordet.
Joachim Koppel betrieb in der Nähe des walisischen Pontypridd eine Fabrik für Reißverschlüsse, während der Sohn Heinz eine Kunsthochschule in London besuchte. Er lernte bei dem deutschen Emigranten Martin Bloch, der einen großen Einfluss auf sein weiteres Schaffen ausübte. Zudem begann Koppel sich für Psychoanalyse in der Tradition von Sigmund Freud zu interessieren, was sich ebenfalls in seiner Kunst widerspiegelt. Weitere Einflüsse lagen im deutschen Expressionismus und im Surrealismus.
Ab 1944 lebte Koppel im südwalisischen Dowlais in der Nähe von Merthyr Tydfil, wo er als Kunstlehrer Kinder und Erwachsene unterrichtete. Die walisische Landschaft wurde zu einem wichtigen Sujet seiner Bilder. Seine diesbezüglichen Arbeiten zeigen mystische Einflüsse und grenzen an das Phantastische. Ein weiterer Gegenstand seiner Arbeiten in dieser Zeit waren die verfallenden Industriereviere in Wales und deren Bewohner. Auch das Motiv der ermordeten Mutter hat Koppel in einer Reihe von Arbeiten aufgegriffen.
1956 verließ Koppel Wales mit seiner Frau und den gemeinsamen Kindern. Eine Zeitlang lebte er in London und Liverpool, wo er jeweils weiterhin als Kunstlehrer arbeitete. In dieser Zeit begann Koppel regelmäßig in Londoner Galerien auszustellen. Schließlich ließ er sich in einem Bauernhaus bei Cwmerfyn in der Gegend von Aberystwyth nahe der walisischen Küste nieder. Er war weiterhin künstlerisch tätig und experimentierte in späteren Arbeiten mit Materialien wie Glasfaser und Baumharz.
Heinz Koppel starb plötzlich im Jahr 1980 im Alter von 61 Jahren.

## Stellung seines Werkes
Viele Arbeiten von Koppel befinden sich in Museen und Galerien in Südwales. In seinem Heimatland ist er demgegenüber weitgehend unbekannt. Von August 2009 bis Januar 2010 fand erstmals eine Ausstellung seiner Werke auf deutschem Boden statt. Unter dem Titel Heinz Koppel. Ein Künstler zwischen Berlin und Wales wurden seine Arbeiten in den Räumlichkeiten der „Stiftung Neue Synagoge – Centrum Judaicum“ in Berlin gezeigt. Der Katalog zu der Ausstellung erschien im Verlag für Berlin-Brandenburg. Anlässlich der Ausstellungseröffnung schrieb Ingeborg Ruthe in der Berliner Zeitung:

„Koppels Kunst ist nicht die eines Avantgardisten, es ist die eines höchst eigenwilligen und daher bislang kaum wahrgenommenen Spätlings der Moderne. In wenigen Jahren holte er für sich, gleichsam in manisch-depressiven Amplituden – die markanten Stile der Klassischen Moderne nach. Er benutzte sie bedenkenlos gemischt für seine rätselvollen, suggestiven Bildwelten, in denen nichts jemals gefällig oder effektvoll ist.“